# Justina
Justina je žensko osebno ime.

## Izvor imena
Ime Justina je ženska oblika moškega osebnega imena Just oziroma Justin.

## Različice imena
- Justa, Justi, Justika, Juština, Stina
- možni različici: Stina, Tina

## Pogostost imena
Po podatkih Statističnega urada Republike Slovenije je bilo na dan 31. decembra 2007 v Sloveniji število ženskih oseb z imenom Justina: 1.963. Med vsemi ženskimi imeni pa je ime Justina po pogostosti uporabe uvrščeno na 130. mesto.

## Osebni praznik
V koledarju je ime Justina zapisano 28. maja (Justina, mučenka).